# 信天山
信天山（しんてんやま）は、沖縄県石垣市の尖閣諸島・久場島にある山。
島の中央からやや北寄りに位置する。標高は105メートルで、同島最高峰の千歳山（標高117メートル）に次ぐ。
山名は、1900年（明治33年）にこの島を訪れた動物学者の宮島幹之助によって、島に棲息するアホウドリ（信天翁）に因んで名づけられた。